# C. F. Glass & Co.
C. F. Glass & Co. war eine Klavierfabrik in Heilbronn.

## Geschichte
Carl Ferdinand Glass (oder Glaß) (* 1852 in Mannheim) war gelernter Kaufmann. Mit einem Teilhaber gründete er 1879 eine Klavierfabrik. Ab 1884 firmierte sie unter C. F. Class & Cie. bzw. C. F. Claß & Co., nachdem sich Glass mit dem Pianofortefabrikanten Chr. Münzing zusammengetan hatte. 1893 bezeichnete sich die Firma als deutsch-amerikanische Pianofortefabrik; in Anzeigen warb man damit, einen „ausschließlich elektrischen Betrieb“ zu haben.
Die Fabrik war bis 1904 im sogenannten Wilhelmsbau, dem Eckhaus Wilhelmstraße 9/Cäcilienstraße 45, ansässig. Auf dem Briefkopf war dieses Bauwerk oben links abgebildet. Eine weitere Adresse, an der sich die Klavierfabrik zeitweise befand, war die Cäcilienstraße 33.
Christian und Friedrich Münzing ließen ab 1903 in der Wilhelmstraße 47 einen Neubau für die Pianofabrik errichten. Die Pläne stammten von Christian Dietz. Vorgesehen waren ein Vorder- und ein Hinterhaus samt Kesselhaus. Während des Ersten Weltkriegs diente dieses Haus als Massenquartier. Zu diesem Zeitpunkt gehörte es offenbar schon dem Wirt Adolf Schrägle. Auch das Haus Wilhelmstraße 47 und 47a wurde auf dem Briefkopf der Klavierfabrik graphisch dargestellt. Außerdem wurde dort nach dem Umzug als weitere Adresse die Urbanstraße angegeben.
1927 wurde das Unternehmen in eine Kommanditgesellschaft umgewandelt. 1928 zog Frieda Münzing ihre Anteile an der Firma zurück, so dass diese ihre Zahlungen einstellen musste. C. F. Glass & Co. wurde dann von G. L. Nagel übernommen, in das Gebäude Wilhelmstraße 47 zog die Edeka HN ein.
Ein Glass-Klavier befindet sich in der Sammlung in der Villa Koecher in Halberstadt.

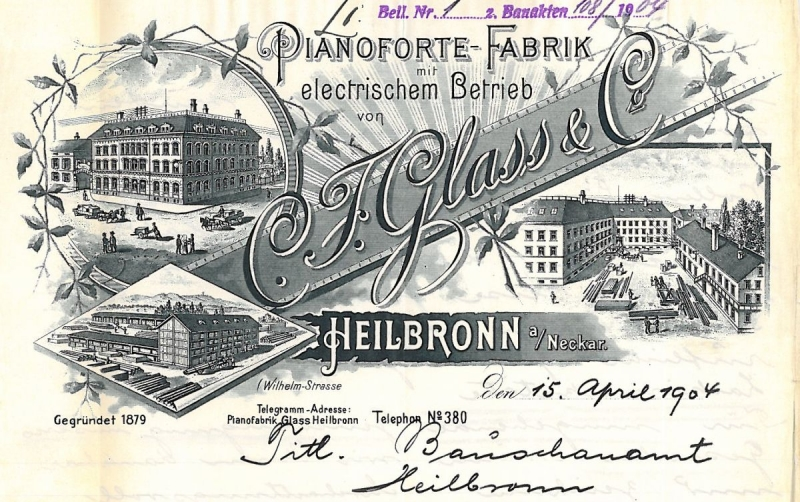
Briefkopf von 1904
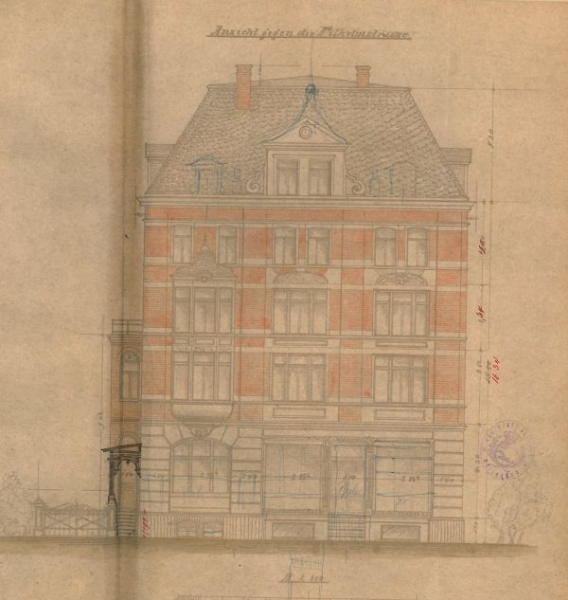
Entwurf zu dem Bau Wilhelmstr. 47
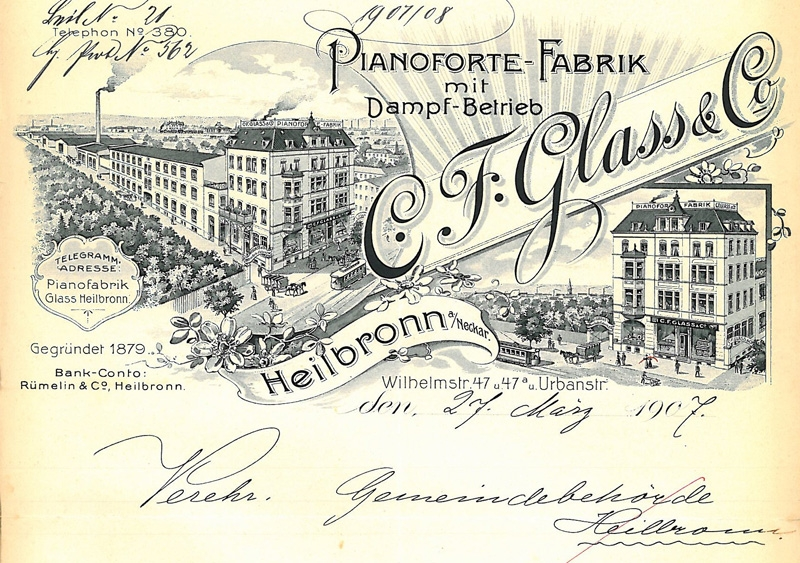
Briefkopf von 1907